# Hogna longitarsis
Hogna longitarsis är en spindelart som först beskrevs av F. O. Pickard-Cambridge 1902.  Hogna longitarsis ingår i släktet Hogna och familjen vargspindlar. Inga underarter finns listade i Catalogue of Life.